# Hyaloplacoida echinum
Hyaloplacoida echinum is een sponssoort uit de klasse van de glassponzen (Hexactinellida). De spons leeft diep in zee. Het skelet van de spons bestaat uit spicula van kiezel.
De wetenschappelijke naam werd gepubliceerd in 1989 door Tabachnick.